# Sveta Nedjelja
Sveta Nedjelja is een plaats in de gemeente Hvar in de Kroatische provincie Split-Dalmatië. De plaats telt 148 inwoners (2001).